# 無糸分裂
無糸分裂というのは、細胞分裂のある型について与えられた名称である。現在ではほとんど使われない。
無糸分裂(むしぶんれつ amitosis)と言われるのは、真核細胞の細胞分裂において、核が餅をくびるように中央でくびれて2つに分かれ、それから細胞質が分かれるような細胞分裂を指した言葉である。直接分裂とも言われる。動物や植物の細胞に普通に見られる、いわゆる体細胞分裂では核膜が消失し、染色体が姿を表し、それを分けるための紡錘体が形成される。このような分裂を有糸分裂と呼ぶが、無糸分裂ではそのような糸（紡錘体）が見られないためにこのように呼ばれるようになった。つまり複雑な分裂装置が形成されない細胞分裂である。
かつてはこの型の分裂は、生物の細胞分裂において有糸分裂と並ぶ重要な2つの型の1つと見なされ、「細胞分裂は有糸分裂と無糸分裂の2つがあり」という説明がよく見られた。無糸分裂を行うのは、ゾウリムシなどの単細胞生物や、多細胞生物ではムラサキツユクサの花の花糸などごく一部に見られるとされていた。
ところが、原生生物の細胞学が次第に明らかになるに連れ、その核分裂がそれほど単純なものではないことが明らかになった。有糸分裂を行うものも多い。変形菌等では核膜が消失しないで分裂が行われるが、その場合でも、その内部では染色体や分裂装置が形成されているものがあることも発見され、それが有糸分裂と本質的に差がないことが分かった。
ただし、繊毛虫の大核に関しては、実際にくびれるようにして分裂が行われることが確認されている。これが恒常的に無糸分裂を行う数少ない例である。なお、大核は小核から有性生殖の度に新たに形成され、内部の染色体は少なくとも2nである小核の数倍にまで複製されて増加し、しかもDNAのスプライシングを受けて著しく分断化されている。この核は普段の活動にのみ用いられ、有性生殖の際は消失して小核だけから遺伝子が伝えられることが知られている。
他方、多細胞生物の一部に見られる無糸分裂は、むしろ病的な現象と考えられるようになっている。したがって真核生物の細胞分裂は有糸分裂が原則であると考えられており、無糸分裂を有糸分裂と対立させる意味合いは現在はなくなっている。